# Alinówka (rejon czerniachowski)
Alinówka (ukr. Алинівка, ros. Алиновка) – nieistniejąca czeska kolonia w rejonie czerniachowskim obwodu żytomierskiego. Podlegała pod Radę wiejską z centrum we wsi Sławiw.

## Demografia
Liczba mieszkańców: 1899 r. – 99 osób, 19 domów, w 1906 r. – 153 osoby, domów 23, 1911 r. – 147 osób, 28 domów, 1923 r. – 178 osób, 26 domów, 1923 r. – 179 osób (z przewagą ludności narodowości czeskiej), 30 domów, 1927 r. – 185 osób, 35 domów.

## Historia
Rok założenia – 1893. Leżała za pół kilometra na południe od wsi Sławiw. Głównym zajęciem kolonistów było rolnictwo, przeważnie uprawa chmielu.
Pod koniec XIX w. była to kolonia w powiecie żytomierskim, gmina Horoszki, położona w odległości 29 wiorst od Żytomierza. W 1905 r. gospodarstwa w Alinówce wyprodukowały 400 kop chmielu.
W 1906 r. wchodziła w skład wołosci horoszkowskiej w powiecie żytomierskim guberni wołyńskiej. Odległość do centrum powiatu miasta Żytomierz wynosiła 26 wiorst, do administracji wołosnej w miasteczku Horoszki – 16 wiorst. Urząd pocztowy – Horoszki. W 1917 r. powierzchnia użytków rolnych wynosiła 279,5 dziesięcin.
W 1923 r. została podporządkowana do nowo utworzonej Rady wiejskiej we wsi Sławiw, która 7 marca 1923 r. została włączona do nowo utworzonego rejonu kutuzowskiego (później wołodarski) w okręgu żytomierskim (później wołyński). Znajdowała się w odległości 18 wiorst od centrum rejonu miasteczka Kutuzowo i 3 wiorsty od siedziby Rady wiejskiej we wsi Sławiw. 28 września 1925 r. kolonia w ramach rady wiejskiej została przeniesiona do składu rejonu czerniachowskiego okręgu wołyńskiego.
Wyrejestrowana z listy osiedli w 1939 r..